# Steel tongue drum
 (octobre 2020).

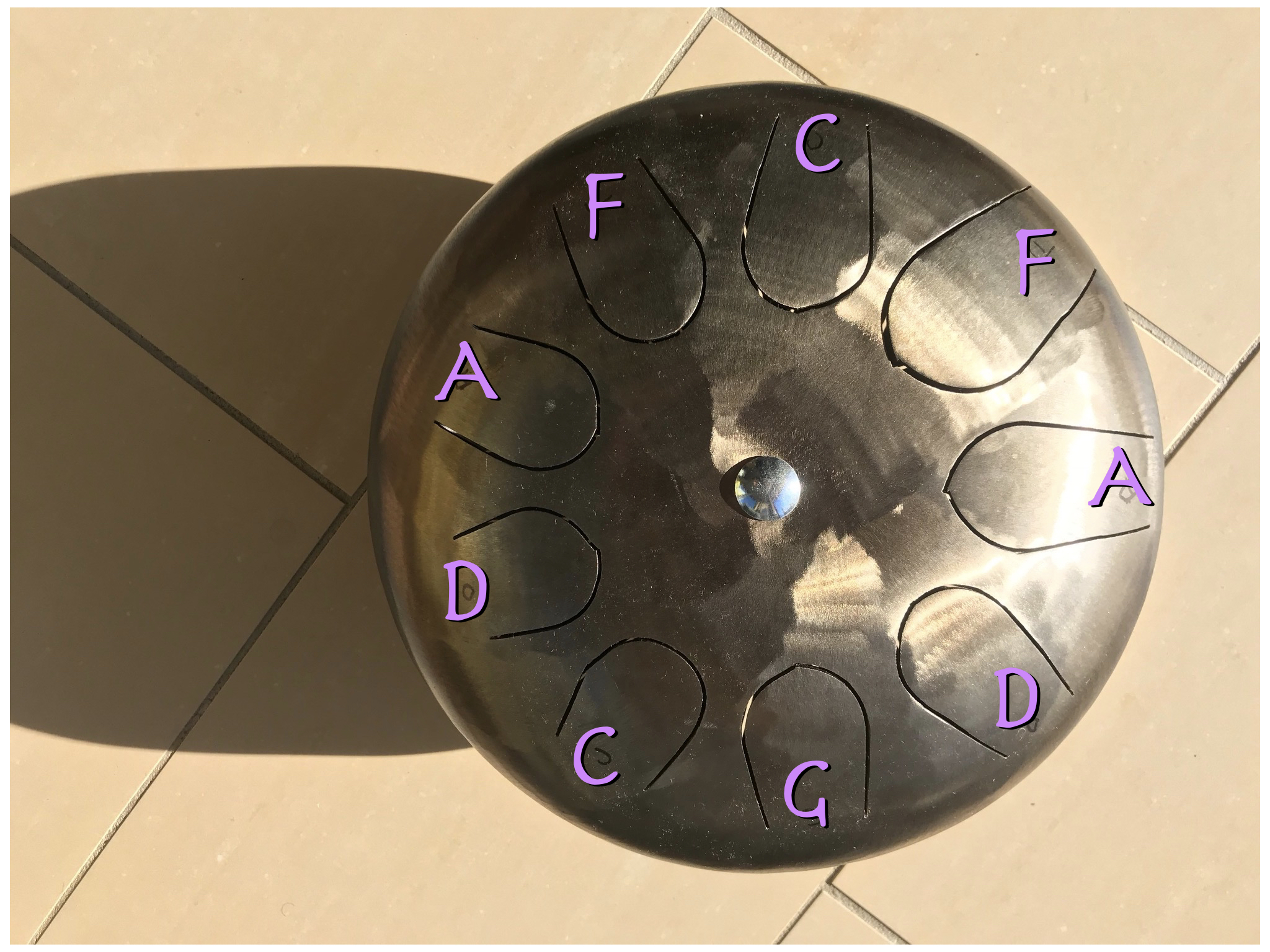
Steel tongue drum pentatonique en Fa, accordé en La 432 hz.

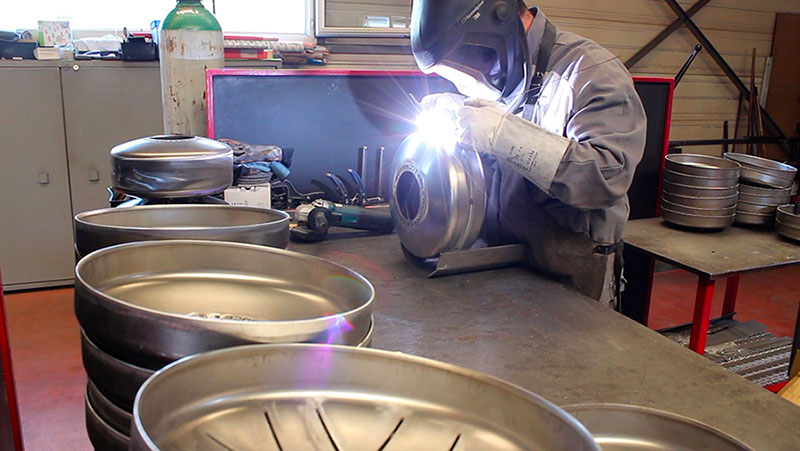
Soudure d'un tongue drum.

Le steel tongue drum est un instrument de percussion moderne de la famille des idiophones fabriqué à partir d'une bouteille de gaz. Il est également nommé tank drum, hank drum ou simplement tongue drum. Le nom «Hank Drum» vient d'une combinaison du mot « Hang », un autre instrument de musique dont il a été inspiré, et de «tank» signifiant réservoir en langue anglaise, car le prototype de cet instrument a été conçu à partir d'une bonbonne de gaz vide.

## Description
Un steel tongue drum est le plus souvent fabriqué à partir d'une bouteille de gaz de treize kg. On garde de la bouteille les parties inférieure et supérieure que l'on soude à l'arc. Sept à dix lamelles sont découpées radialement dans le fond du réservoir, formant le haut de l'instrument. On obtient la note voulue pour une lamelle en réglant sa longueur. L'ajout de poids - souvent des aimants en néodyme - permet un ajustement fin[réf. nécessaire].
Le nombre limité de lamelles fait que le choix se porte souvent sur une gamme pentatonique. Pour une gamme diatonique on a une tessiture faible et très faible pour une gamme chromatique. Toutefois, il est désormais possible de se procurer des steel tongue drum de quinze notes ou plus qui permettent d'interpréter certaines chansons de la culture populaire.
Lorsque l'on vient frapper une lamelle avec le doigt ou à l'aide d'une mailloche, celle-ci entre en vibration et la note générée est amplifiée par la résonance du fut.
L'instrument est de la même famille que le hang drum qui comporte un corps non-découpé accordé par martelage.

## Origines
Le steel tongue drum a été précédé notamment par le Whale Drum de Jim Doble et le Tambiro de Felle Vega. 
En février 2007, Dennis Havlena[source secondaire nécessaire], inspiré par le principe du Tambiro[source secondaire nécessaire] et la disposition des notes du Hang, créé un steel tongue drum avec une disposition circulaire en croix.
L'instrument de Dennis Havlena a inspiré d'autres évolutions de l'instrument qui est aujourd'hui proposé par de nombreux facteurs d'instruments[réf. nécessaire].

## Utilisations
Le steel tongue drum est décliné dans de nombreuses gammes musicales, permettant d’intégrer l'instrument à des contextes musicaux modernes ou traditionnels, ou encore à des applications de type relaxante comme la méditation, mais aussi dans le cadre de la musicothérapie.   
Les sonorités du tongue drum se prêtent aussi bien à une utilisation en solo dans un cadre musical ou méditatif, qu'à une utilisation en groupe.

## Évolution
La méthode originale de Dennis Havlena basée sur la récupération de bouteilles de gaz a laissé progressivement sa place à des instruments artisanaux ou industriels faits avec des matériaux de type différent et aux factures plus travaillées, telles que des lamelles découpées plus précisément grâce à l'utilisation du laser[réf. nécessaire]. 
L'utilisation d'aimant a également permis d'avancer dans la direction des steel tongue drums accordables - ou multi-gammes - permettant de bénéficier de nombreuses gammes à partir d'un seul tongue drum, élargissant ainsi considérablement les possibilités de l'instrument[réf. nécessaire].
L'électronisation des tongue drums a de son côté ouvert la voie aux modèles électro-acoustiques qui donnent la possibilité de brancher un steel tongue drum à un amplificateur ou à différents accessoires électroniques permettant de moduler sa sonorité et ainsi profiter d'un large éventail d'effets sonores, tout en simplifiant la prise d'enregistrement audio et le travail en studio[réf. nécessaire].